# AGXT
AGXT (англ. Alanine-glyoxylate aminotransferase) – білок, який кодується однойменним геном, розташованим у людей на короткому плечі 2-ї хромосоми.  Довжина поліпептидного ланцюга білка становить 392 амінокислот, а молекулярна маса — 43 010.
| 10         |  | 20         |  | 30         |  | 40         |  | 50         |
| ---------- |  | ---------- |  | ---------- |  | ---------- |  | ---------- |
| MASHKLLVTP |  | PKALLKPLSI |  | PNQLLLGPGP |  | SNLPPRIMAA |  | GGLQMIGSMS |
| KDMYQIMDEI |  | KEGIQYVFQT |  | RNPLTLVISG |  | SGHCALEAAL |  | VNVLEPGDSF |
| LVGANGIWGQ |  | RAVDIGERIG |  | ARVHPMTKDP |  | GGHYTLQEVE |  | EGLAQHKPVL |
| LFLTHGESST |  | GVLQPLDGFG |  | ELCHRYKCLL |  | LVDSVASLGG |  | TPLYMDRQGI |
| DILYSGSQKA |  | LNAPPGTSLI |  | SFSDKAKKKM |  | YSRKTKPFSF |  | YLDIKWLANF |
| WGCDDQPRMY |  | HHTIPVISLY |  | SLRESLALIA |  | EQGLENSWRQ |  | HREAAAYLHG |
| RLQALGLQLF |  | VKDPALRLPT |  | VTTVAVPAGY |  | DWRDIVSYVI |  | DHFDIEIMGG |
| LGPSTGKVLR |  | IGLLGCNATR |  | ENVDRVTEAL |  | RAALQHCPKK |  | KL         |

A: Аланін

C: Цистеїн

D: Аспарагінова кислота

E: Глутамінова кислота

F: Фенілаланін

G: Гліцин

H: Гістидин

I: Ізолейцин

K: Лізин

L: Лейцин

M: Метіонін

N: Аспарагін

P: Пролін

Q: Глутамін

R: Аргінін

S: Серин

T: Треонін

V: Валін

W: Триптофан

Кодований геном білок за функціями належить до трансфераз, амінотрансфераз, фосфопротеїнів. 
Задіяний у таких біологічних процесах як поліморфізм, ацетиляція. 
Білок має сайт для зв'язування з піридоксаль-фосфатом. 
Локалізований у мітохондрії, пероксисомах.